# 카수 (가수)
카수(Cazzu, 1993년 12월 16일 ~ )는 아르헨티나의 래퍼, 가수이다.

## 음반 목록

### 정규 음반
- Error 93 (2019)
- Nena Trampa (2022)

### 믹스테잎
- Maldades (2017)

### EP
- Bonus Trap (2020)
- Una Niña Inutil (2020)